# IBA官方鸡尾酒列表

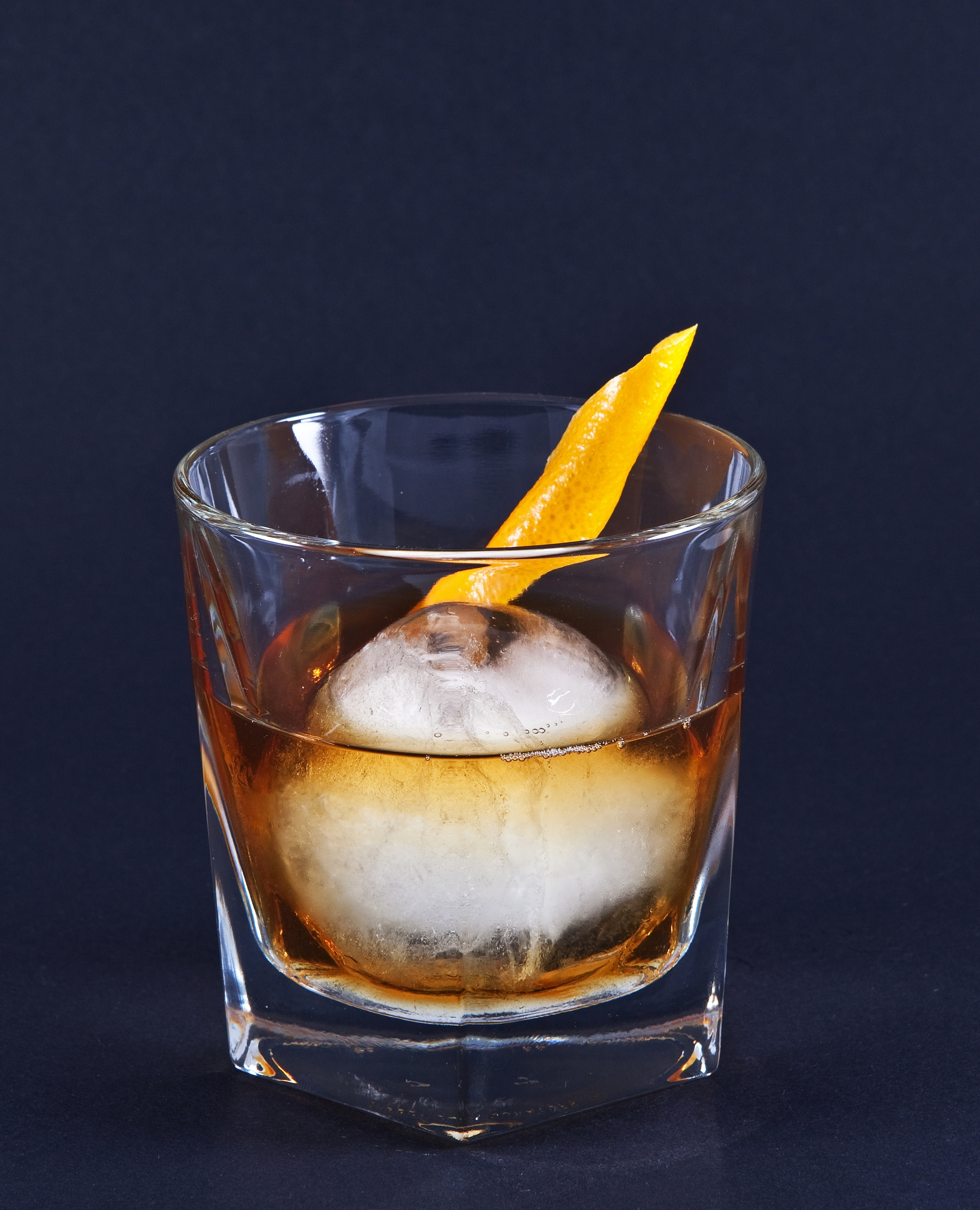
古典乃一款官方鸡尾酒

国际调酒协会官方鸡尾酒是国际调酒协会为了举办世界鸡尾酒大赛（IBA World Cocktail Championship）而精选出来的适合调酒师参赛的鸡尾酒品种。

## 列表
国际调协將其雞尾酒分为以下三类：
- 難忘（Unforgettables）
- 當代經典（Contemporary classics）
- 新時代飲料（New era drinks）

### 难忘

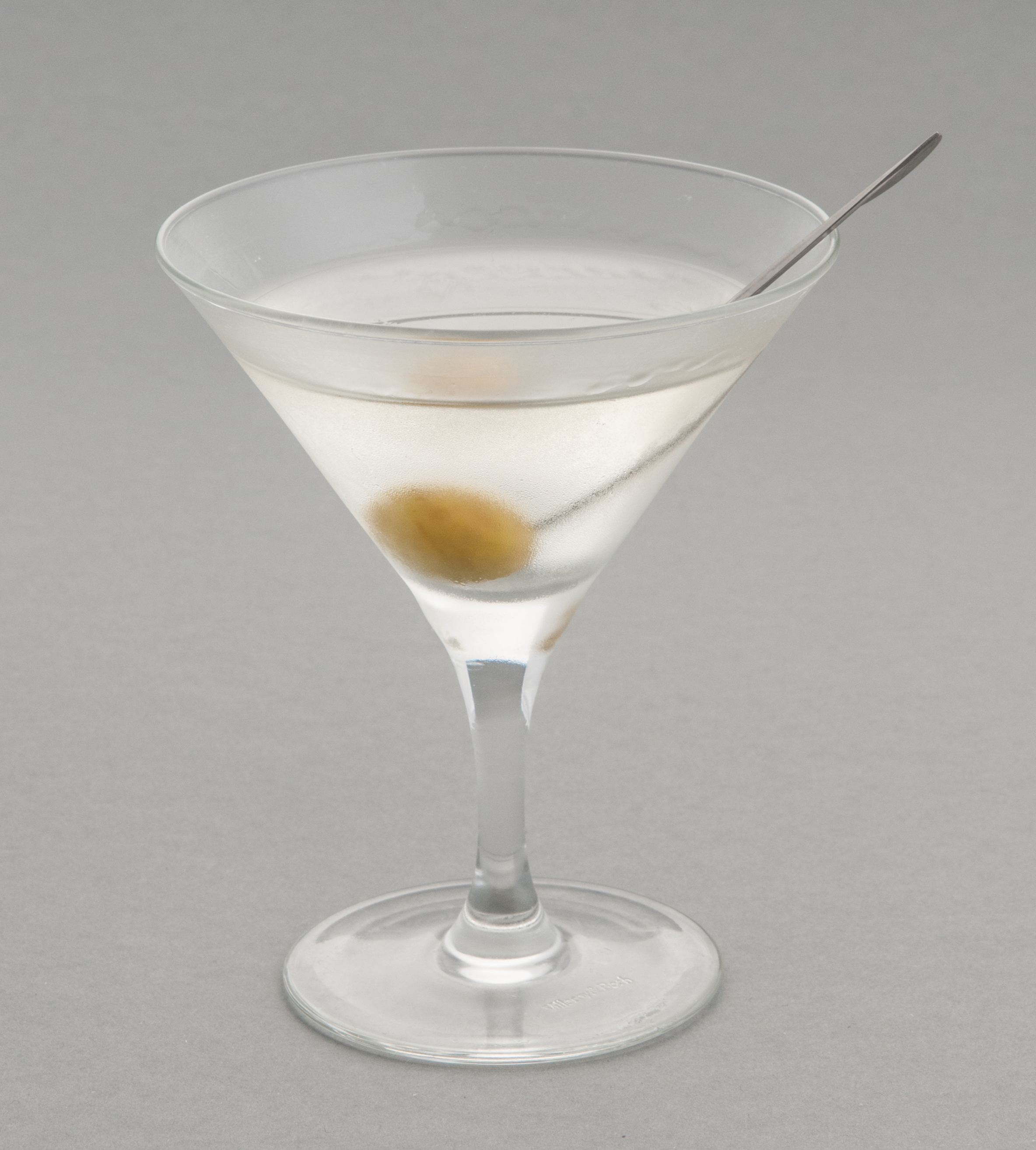
知名鸡尾酒馬天尼

- 亚历山大
- 美國佬
- 天使面孔
- 飞行
- 床笫之間（英语：Between the Sheets (cocktail)）
- 花花公子（英语：Boulevardier (cocktail)）
- 白蘭地庫斯塔（英语：Brandy crusta）
- 賭場（英语：Casino (cocktail)）
- 三叶草俱乐部
- 黛绮丽
- 乾馬丁尼
- 琴費士
- 翻雲覆雨（英语：Hanky panky (cocktail)）
- 约翰可林斯
- 臨別一語（英语：Last word (cocktail)）
- 曼哈顿
- 馬丁尼茲（英语：Martinez (cocktail)）
- 瑪麗畢克馥（英语：Mary Pickford (cocktail)）
- 猴腺（英语：Monkey Gland）
- 內格羅尼
- 古典
- 天堂（英语：Paradise (cocktail)）
- 殖民者潘趣（英语：Planter's Punch）
- 波特菲麗普（英语：Porto flip）
- 拉莫斯琴費士
- 鏽釘（英语：Rusty Nail (cocktail)）
- 薩澤拉克
- 邊車（英语：Sidecar (cocktail)）
- 毒刺（英语：Stinger (cocktail)）
- 燕尾服（英语：Tuxedo (cocktail)）
- 老廣場（英语：Vieux Carré）
- 威士忌沙瓦
- 白色佳人（英语：White lady (cocktail)）

### 当代经典

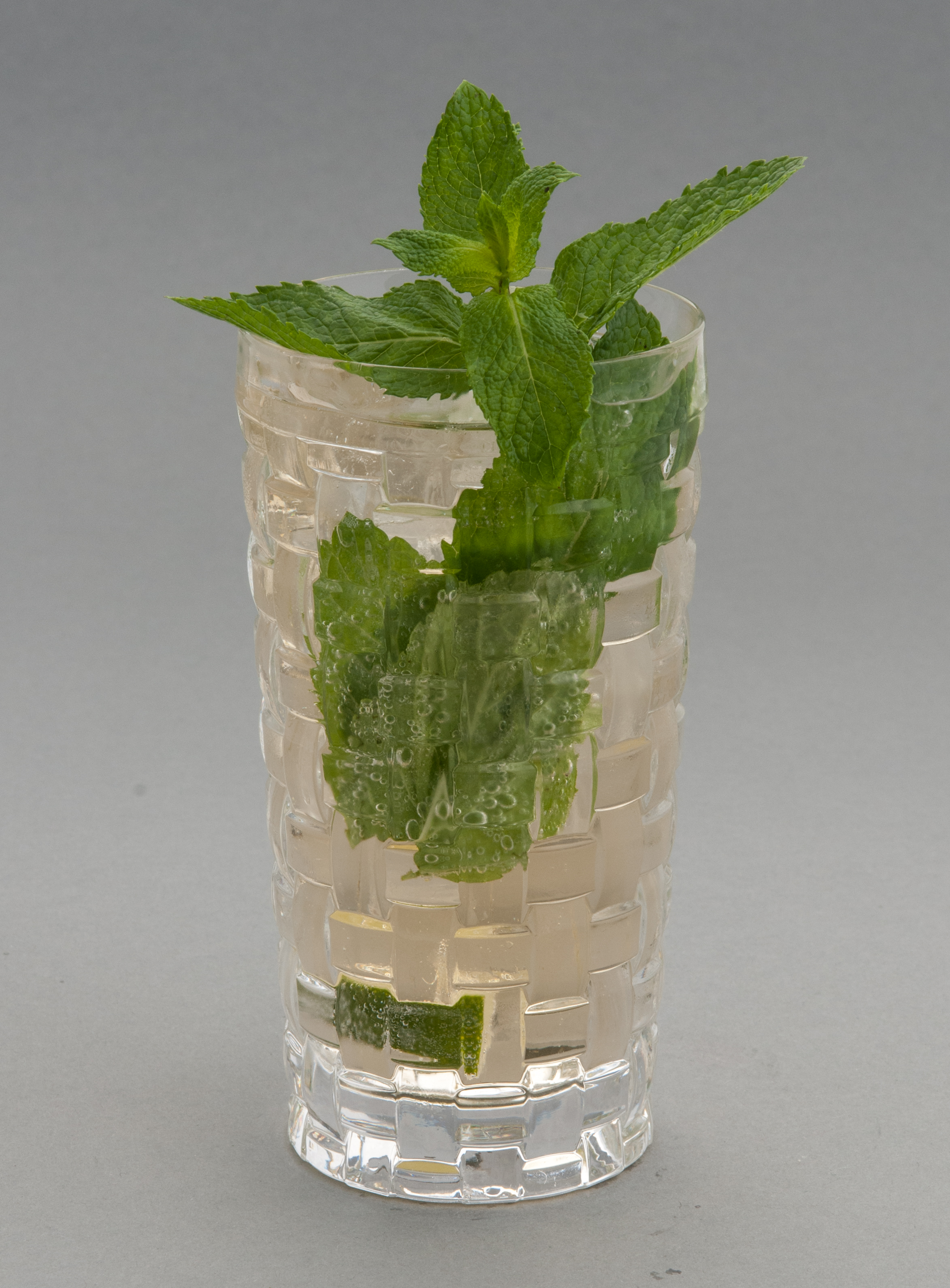
一杯莫希托

- 贝里尼
- 黑色俄羅斯
- 血腥玛丽
- 卡琵莉亞
- 香檳雞尾酒（英语：Champagne cocktail）
- 亡者復甦二號（英语：Corpse reviver #2）
- 柯梦波丹
- 自由古巴
- 法蘭西集團（英语：French Connection (cocktail)）
- 法式七五（英语：French 75 (cocktail)）
- 金色夢幻（英语：Golden dream (cocktail)）
- 綠色蚱蜢（英语：Grasshopper (cocktail)）
- 海明威特調（英语：Hemingway Special）
- 马颈
- 爱尔兰咖啡
- 基尔
- 長島冰茶
- 迈泰
- 瑪格麗特
- 含羞草
- 薄荷茱莉普
- 莫希托
- 莫斯科骡子
- 鳳梨可樂達
- 皮斯可沙瓦
- 海风
- 性感海滩
- 新加坡司令
- 龍舌蘭日出
- 薇絲朋（英语：Vesper (cocktail)）
- 殭屍（英语：Zombie (cocktail)）

### 新时代饮料

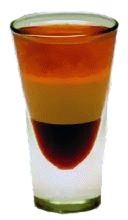
一杯B-52轟炸機

- 梭子魚（英语：Barracuda (cocktail)）
- 蜂之膝（英语：Bee's knee）
- 荊棘（英语：Bramble (cocktail)）
- 坎昌恰拉（英语：Canchanchara）
- 月黑風高（英语：Dark 'N' Stormy）
- 咖啡马天尼
- 斐南迪多（英语：Fernandito）
- 法式馬丁尼（英语：French Martini）
- 非法（英语：Barracuda (cocktail)）
- 檸檬糖馬丁尼（英语：Lemon Drop Martini）
- 一脫成名（英语：Naked and famous）
- 紐約沙瓦（英语：New York sour）
- 老古巴（英语：Old Cuban）
- 紙飛機（英语：Paper plane (cocktail)）
- 帕洛瑪（英语：Paloma (cocktail)）
- 盤尼西林
- 俄羅斯之春潘趣（英语：Russian Spring Punch）
- 辛辣五十（英语：Spicy fifty）
- 威尼斯橙光（英语：Spritz (alcoholic_beverage)）
- 痛苦混蛋（英语：Suffering bastard）
- 蒂珀雷里（英语：Tipperary (cocktail)）
- 湯米的瑪格麗特（英语：Tommy's Margarita）
- 千里達沙瓦（英语：Trinidad sour）
- 黃鳥（英语：Yellow Bird (cocktail)）
- 風鐸

## 已除名雞尾酒
以下雞尾酒曾被列入官方雞尾酒名單，現已除名：
- B-52轟炸機，2020除名
- 百加得雞尾酒（英语：Bacardi cocktail），2020除名
- 德比（英语：Derby (cocktail)），2020除名
- 髒馬丁尼，2020除名
- 教父，2020除名
- 教母（英语：Godmother (cocktail)），2020除名
- 哈維撞牆，2020除名
- 神風，2020除名
- 吸血鬼（英语：Vampiro (cocktail)），2020除名
- 螺絲起子，2020除名
- 南方（英语：Southside (cocktail)），2020入選，2021除名[2]
- 玫瑰（英语：Rose (cocktail)），2020除名